# Nievern

Die Uferpromenade von Nievern

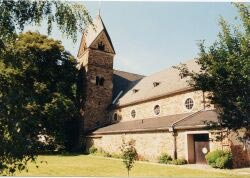
Die katholische Kirche
St. Katharina

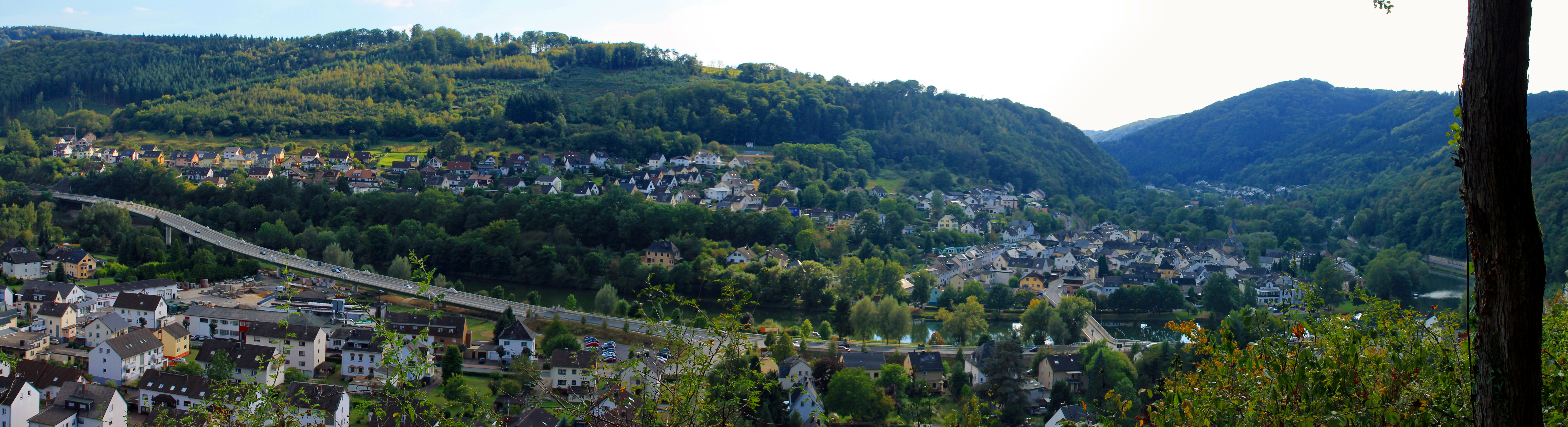
Panorama von Nievern

Nievern ist eine Ortsgemeinde im Rhein-Lahn-Kreis in Rheinland-Pfalz. Sie gehört der Verbandsgemeinde Bad Ems-Nassau an.

## Geographie
Der Ort liegt Taunus-seitig direkt an der Lahn (bei Lahn-Kilometer 128), an der Grenze zwischen Taunus und Westerwald.

## Geschichte
Das Gebiet des heutigen Nievern lag um die Zeitenwende unmittelbar hinter dem römischen Limes, der wenige Kilometer östlich in Bad Ems die Lahn überquerte und dort durch zwei Kastelle gesichert war, die vermutlich über den natürlichen Transportweg durch das Flusstal versorgt wurden.
Nievern wurde 1275 erstmals urkundlich erwähnt, die erste Besiedlung dürfte aber schon um 900 n. Chr. stattgefunden haben. Der Name leitet sich vermutlich von „Niuferen“ ab und bezog sich auf die Einrichtung einer Fährverbindung zwischen beiden Lahnufern. 1629 erwarben die Grafen von der Leyen das Kirchspiel Nievern, das neben dem Hauptort noch die Nachbarsiedlungen Fachbach und Miellen umfasste, und verloren es 1806 an das Herzogtum Nassau. 1866 kam die Region zum Königreich Preußen.
Während des Zweiten Weltkrieges kam es zu geringen Bombenschäden und vereinzelten Opfern in der Gemeinde und Umgebung vor allem durch versehentliche Treffer der alliierten Luftwaffe, die Angriffe auf Ziele in Nassau, Lahnstein und Koblenz flog. Vor der Befreiung der Gemeinde durch US-amerikanische Truppen am 25. März 1945 wurde die 1928 errichtete Lahnbrücke ebenso wie die Eisenbahnbrücke zur Nieverner Hütte von Pionieren der deutschen Wehrmacht gesprengt. Während letztere endgültig zerstört wurde, wurde die Straßenbrücke wenige Jahre später wieder aufgebaut.

## Politik

### Gemeinderat
Der Gemeinderat in Nievern besteht aus 16 Ratsmitgliedern, die bei der Kommunalwahl am 9. Juni 2024 in einer personalisierten Verhältniswahl gewählt wurden, und dem ehrenamtlichen Ortsbürgermeister als Vorsitzendem. In der Wahlperiode 2019 bis 2024 waren es vorübergehend nur 12 Ratsmitglieder, da die Einwohnerzahl zum Stichtag unter 1000 lag.
Die Sitzverteilung im Gemeinderat:
| Wahl | SPD | CDU | Gesamt   |
| ---- | --- | --- | -------- |
| 2024 | 5   | 11  | 16 Sitze |
| 2019 | 5   | 7   | 12 Sitze |
| 2014 | 5   | 11  | 16 Sitze |
| 2009 | 5   | 11  | 16 Sitze |
| 2004 | 6   | 10  | 16 Sitze |

### Bürgermeister
Ortsbürgermeister von Nievern ist Lutz Zaun (CDU). Bei der Direktwahl am 26. Mai 2019 wurde er mit einem Stimmenanteil von 83,16 % und am 9. Juni 2024 als einziger Bewerber mit 82,5 % für jeweils fünf Jahre wiedergewählt.

## Kultur und Sehenswürdigkeiten

### Bauwerke
Eine der Sehenswürdigkeiten von Nievern ist die katholische Kirche St. Katharina mit ihrem romanischen Turm, dessen Ursprünge auf das 12. Jahrhundert zurückgehen. Ebenso erwähnenswert ist die Nieverner Hütte, eine Eisenhütte auf der Fachbacher Insel Oberau, die ehemals zu Nievern gehörte, sie ist anerkanntes Industriedenkmal.
In der Umgebung befinden sich verschiedene römische Überreste (Limes) und Burganlagen, etwa die Sporkenburg oberhalb von Bad Ems.
Siehe auch: Liste der Kulturdenkmäler in Nievern

### Regelmäßige Veranstaltungen
Wichtige Feste im Jahr sind der Kolpingball, der traditionell am Samstag vor Fastnacht stattfindet, die zwei Wochen nach Ostern ausgerichtete Kirmes, das Pfarrfest zu Fronleichnam und das Hertha-Turnier im September, ferner der Martinsumzug mit von der Freiwilligen Feuerwehr ausgerichtetem Feuer.
Die Gemeinde begeht außerdem einmal jährlich im Frühjahr einen Umwelttag, bei dem die Bürger zur Mithilfe an der Säuberung und Verschönerung der öffentlichen Orte des Dorfes aufgerufen sind.

## Verkehr

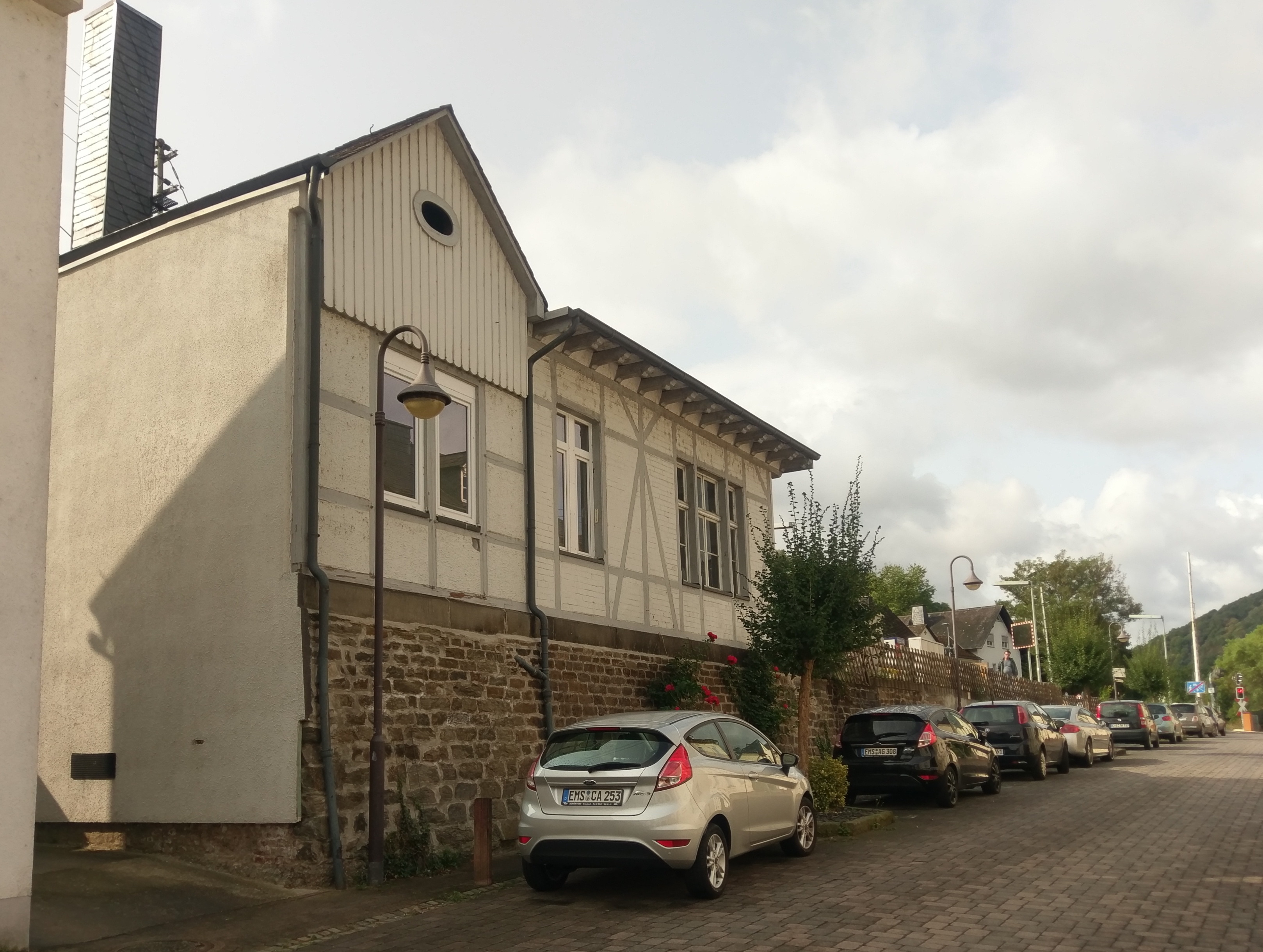
Bahnhof Nievern an der Lahn-Eifel-Bahn (RB23)

Die Gemeinde ist durch eine Brücke mit der B 260 (auch Bäderstraße Taunus genannt) verbunden.
Nievern besitzt einen Bahnhof an der Lahntalbahn, auf welcher der Schienenpersonennahverkehr der Lahn-Eifel-Bahn RB 23 (Limburg–Diez–Bad Ems–Koblenz–Andernach–Mendig–Mayen Ost) der Deutschen Bahn nach dem Rheinland-Pfalz-Takt täglich im Stundentakt verkehrt.
Aufgrund der Lage des Ortes im Rhein-Lahn-Kreis gilt der Tarif des Verkehrsverbundes Rhein Mosel VRM.

### Radwanderwege
Durch Nievern führen:
- Der Deutsche Limes-Radweg folgt dem Obergermanisch-Raetischen Limes über 818 km von Bad Hönningen am Rhein nach Regensburg an der Donau.
- Der Lahntalradweg ist 245 km lang und führt von der Lahnquelle am Lahnkopf bei Netphen im Siegerland bis zur Mündung der Lahn in den Rhein in Lahnstein.

## Sonstiges
In Nievern Geborene bezeichnet man auch mit dem Ortsnecknamen Heckeböck, wahrscheinlich Bezug nehmend auf die Poller (Böcke) der Fähre Fachbach–Nievern, die die beiden Orte vor dem Bau der Lahnbrücke verband.
Durch den Hüttenbetrieb im unteren Lahntal angezogen, siedelten sich in der frühen Neuzeit viele französischsprachige Arbeiter in Nievern und der Umgebung an (vgl. auch Welschneudorf), wovon zahlreiche eingedeutschte, frankophone Nachnamen zeugen.
Die Schulstraße in Nievern wurde am 16. Januar 2014 in Hierzuland in der Landesschau Rheinland-Pfalz im SWR Fernsehen porträtiert.

## Ehrenbürger
Am 8. Oktober 2016 wurde Franz Lehmler nach 32-jähriger Amtszeit als Bürgermeister in einer feierlichen Veranstaltung zum ersten Ehrenbürger der Gemeinde Nievern ernannt.